# Джерело «Польове»
Джерело́ «Польове́» — гідрологічна пам'ятка природи місцевого значення в Україні. Об'єкт природно-заповідного фонду Вінницької області. 
Розташована в межах Літинського району Вінницької області Вінницької області, біля села Теси. 
Площа 0,01 га. Оголошена відповідно до рішення Вінницького облвиконкому від 29.08.1984 р. № 371. Перебуває у віданні Тесівської сільської ради. 
Статус надано для збереження джерела ґрунтових вод, що живить струмок, який впадає в р. Хвоса.